# 김무학
김무학(金武鶴, 1985년 9월 4일 ~ )은 전 KBO 리그 두산 베어스의 투수이다.

## 출신학교
- 경주고등학교

## 등번호
- 60번